# Petrus Claver
Petrus Claver ( 24 juni 1580, Verdú, Spanje – 9 september 1654, Cartagena, Colombia) was een Spaanse jezuïet, missionaris en priester. Hij is de patroonheilige van Colombia.

## Leven
Petrus trad op 22-jarige leeftijd toe tot de jezuïetenorde en werd reeds tijdens zijn theologiestudie naar West-Indië (het Caribisch gebied) gestuurd. In 1610 ging hij als missionaris naar Zuid-Amerika, o.a. naar de stad Santa Fé (thans: Bogota), vervolgens naar Cartagena. Daar werd hij in 1616 tot priester gewijd. Cartagena was de voornaamste omslaghaven voor de handel in Afrikaanse slaven. Petrus werkte er gedurende 38 jaar met grote inzet voor de slaven. Hij onderrichtte hen in het geloof, hij zou driehonderdduizend slaven bekeerd hebben, doopte ze en bood ze medische zorg. Vanwege zijn bijzondere zorg voor zieken, armen, uitgestotenen, stervenden en gevangenen kreeg hij de bijnaam Apostel van Cartagena.

## Verering
Pedro Claver werd in 1888 heilig verklaard door paus Leo XIII. In 1896 werd hij tot patroon van de missie onder de Trans-Atlantische slaven uitgeroepen. Hij geldt bovendien als beschermheilige van Colombia.
De in 1894 door Maria Theresia Ledochówska gestichte missiecongegratie die zich op Afrika richt werd naar Petrus Claver genoemd. In Maastricht bevindt zich een klooster van deze congregatie aan het Sint Servaasklooster.  In Nederland droeg verder de Sint Claverbond zijn naam.
Zijn gedenkdag is op 9 september.
- Biblioteca Nacional de Chile: 000180329
- Bibliothèque nationale de France: cb119952710 (data)
- Catàleg d'autoritats de noms i títols de Catalunya: 981058614760906706
- Gemeinsame Normdatei: 118740458
- International Standard Name Identifier: 0000 0000 6136 3332
- Library of Congress Control Number: n80162309
- Nationale Bibliotheek van Tsjechië: js20050425003
- Nationale bibliotheek van Australië: 56963118
- Nationale Bibliotheek van Polen: a0000001261033
- Nederlandse Thesaurus van Auteursnamen: 080442870
- Système universitaire de documentation: 079007325
- Trove: 1676765
- Virtual International Authority File: 32791962
- WorldCat: E39PBJmtBbRHHJfxy9FKFTgMyd